# Visby lasarett
Visby lasarett är det enda akutsjukhuset på Gotland, beläget invid havet i norra Visby. På sjukhuset finns ungefär 110 somatiska vårdplatser inklusive intensivvård, en dygnet runt-öppen akutmottagning, en förlossningsavdelning, en operationsavdelning och ett antal specialistmottagningar. Merparten av den gotländska specialistvården bedrivs i egen regi, för högspecialiserad vård (exempelvis thoraxkirurgi, neurokirurgi och strålbehandling) finns avtal med Karolinska universitetssjukhuset i Stockholm. Transporter till och från Stockholm möjliggörs av en ambulanshelikopter som är stationerad på ön. Visby lasarett återinvigdes 1996 efter om- och nybyggnad.
Den psykiatriska öppen- och heldygnsvården är placerad vid Korpenområdet, drygt en kilometer från sjukhuset. Där finns även bland annat barnavårdscentralen, mödravårdscentralen och Rehabcentrum.

## Historia
Visby lasarett öppnades strax norr om staden vid Strandgärdet den 10 februari 1903. Kostnaden för lasarettet uppgick till 441 356 kronor och 44 öre.
Under 1970- och 1980-talet var frågan om byggande av nytt sjukhus föremål för omfattande diskussion. En svensk, allmän arkitekttävling för "Förnyelse av Visby lasarett" utlystes. Tävlingen avgjordes 1985. Vinnare var Gösta Eliasson, ETV arkitektkontor. Kommunstyrelsen fattade 1990 beslut om byggstart för förnyelse av Visby lasarett. Beslutet innebar att Gotland skulle få ett modernt sjukhus med i princip samma bredd på utbudet av medicinska specialiteter som tidigare. Förnyelsen skedde i tre etapper mellan 1990 och 1997.

## Kliniker
- Barn- och ungdomskliniken
- Infektions-, lung- och hudkliniken
- Kirurgkliniken
- Kvinnokliniken
- Medicin- och Rehabiliteringskliniken
- Mun- och Käkcentrum
- Operations- och intensivvårdskliniken
- Ortopedkirurgiska kliniken
- Röntgenkliniken
- Ögonkliniken
- Öron-, Näs- och Halskliniken

## Övrig verksamhet
- Apoteket Strandskatan
- Blodcentralen
- Fackbiblioteket
- Lekterapin
- Kliniskt träningscentrum (KTC)
- Restaurang Strandgärdet
- Sjukhuskyrkan

## Övrigt
Sedan 1 september 2005 är hela sjukhuset ett rökfritt område. 